# California Pines
California Pines es un lugar designado por el censo ubicado en el condado de Modoc en el estado estadounidense de California. En el año 2010 tenía una población de 520 habitantes.

## Geografía
California Pines se encuentra ubicado en las coordenadas 41°24′43″N 120°40′45″O / 41.41194, -120.67917.